# Mylna
Mylna (niem. Fehlhübel) (879 m n.p.m.) – szczyt w południowo-zachodniej Polsce, w Sudetach Środkowych, w Górach Bystrzyckich.
Szczyt w północno-wschodnim zboczu szczytu Orlica, powyżej traktu Droga Orlicka, częściowo porośnięty lasem świerkowym.

## Szlaki turystyczne
Drogą Orlicką prowadzi
- czerwony szlak turystyczny – Duszniki-Zdrój – Zieleniec[1].